# Phrynichus jayakari
Phrynichus jayakari är en spindeldjursart som beskrevs av Pocock 1894. Phrynichus jayakari ingår i släktet Phrynichus och familjen Phrynichidae. Inga underarter finns listade i Catalogue of Life.